# Lernacken

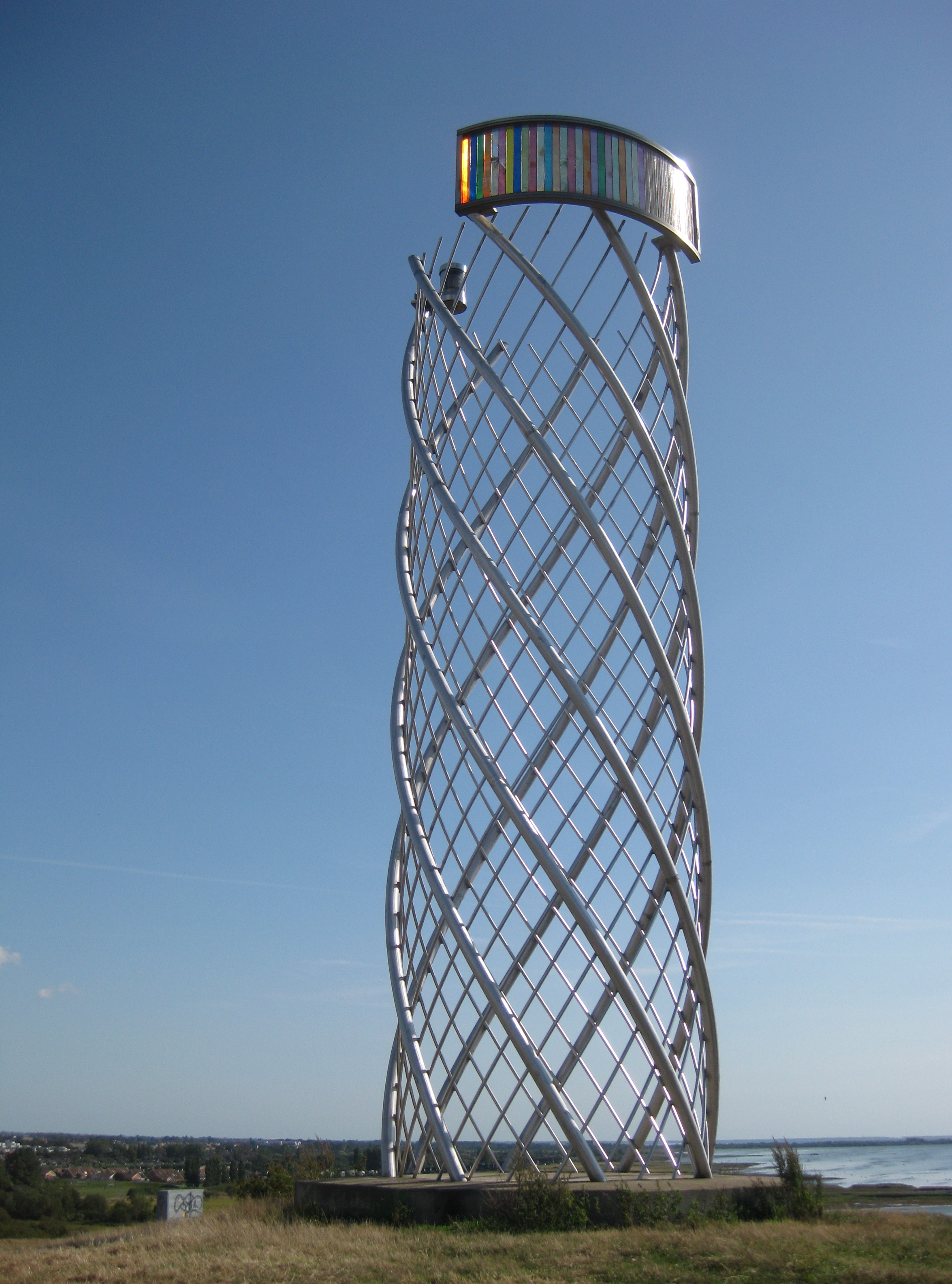
Konstverket The movement meter for Lernacken - The Tower (Olafur Eliasson, 2000).

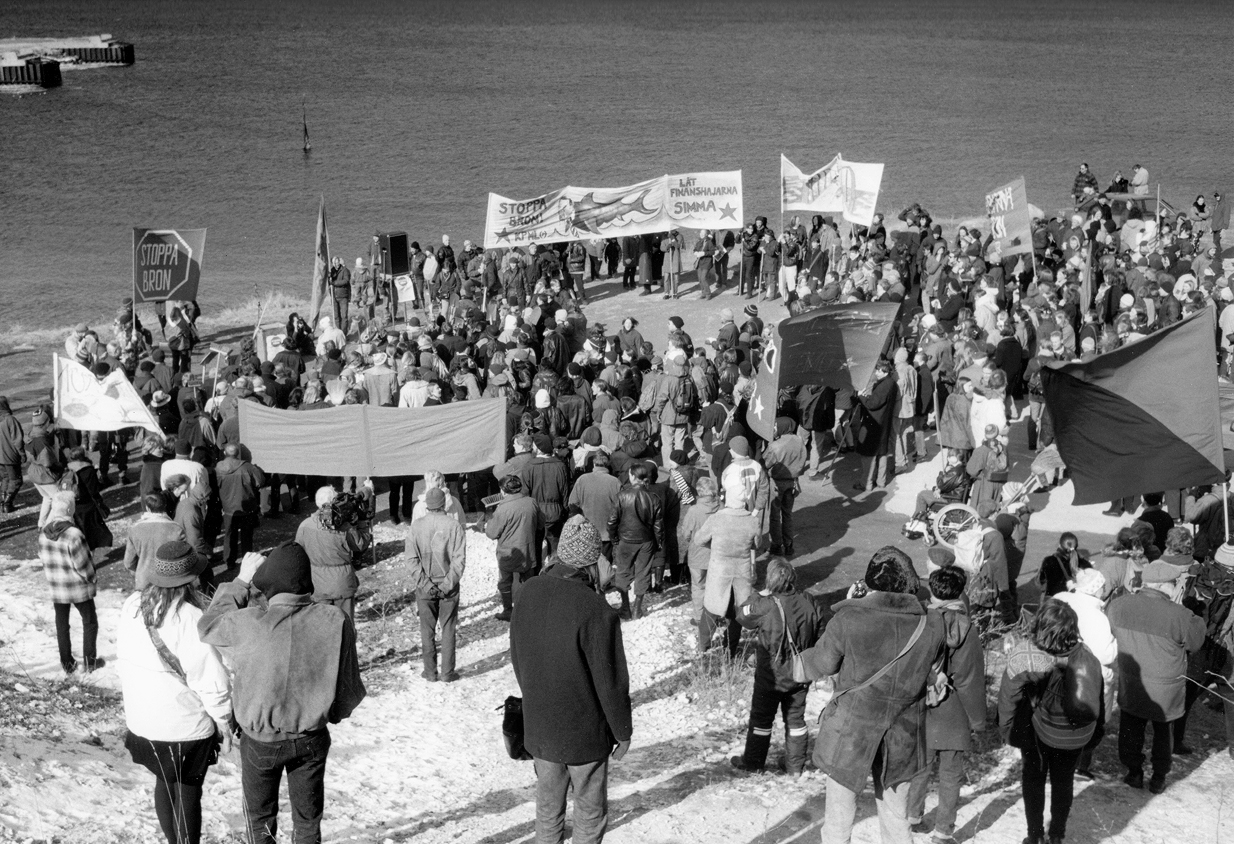
Miljörörelsen "Stoppa Bron" vid en av många manifestationer vid Lernacken våren 1993.

Lernacken är en till stora delar konstgjord udde i Öresund, belägen i sydvästra Malmö i Skåne, mellan Bunkeflostrand och Limhamn. Lernacken är till stora delar obevuxen. Spridda områden växtlighet och några få buskområden och enstaka träd finns dock. 
Redan tidigt 1900-tal började området användas för att deponera slamsten, en restprodukt från Limhamns kalkbrott, som inte upphörde deponeras förrän 1998. Mellan 1967 och cirka 1983 deponeras även olje- och industrislam från Malmö renhållningsverk på platsen. 
Ett stort område användes från 1961 till militär verksamhet. 
Öresundsbrons betalstation och östra landfäste med anslutning till Yttre Ringvägen ligger på Lernacken. 
Lernacken var i början av 90-talet skådeplats för olika miljörörelser. "Stoppa Bron" var en, som där höll ett flertal manifestationer.
1952 uppfördes en fyr på platsen, som släcktes 2000 när Öresundsbron invigdes.
När Öresundsbron byggdes förändrades området. Två konstverk tillkom och en kombinerad utsiktsplats och utställningslokal byggdes.
Området nyttjas bland annat för fågelskådning, som utsiktsplats, motionsområde och för hundrastning och bärplockning.
Lernacken är också ett mycket populärt område bland sportfiskare, framförallt i början av sommaren då det bedrivs ett intensivt fiske efter näbbgädda (känd som horngädda i Skåne) och havsöring.